# 克鲁门代希
克鲁门代希是德国下萨克森州的一个市镇。总面积30.03平方公里，总人口449人，其中男性217人，女性232人（2011年12月31日），人口密度15人/平方公里。